# Franz Irsigler

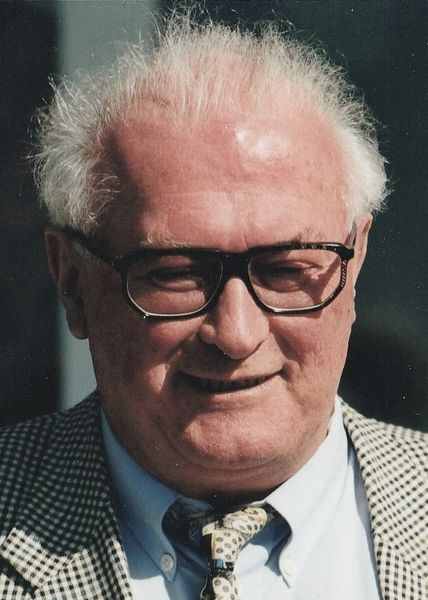
Franz Irsigler, aufgenommen 1999 von Werner Maleczek auf einer Reichenau-Tagung des Konstanzer Arbeitskreises für mittelalterliche Geschichte

Franz Irsigler (* 18. September 1941 in Großuretschlag, Kreis Krumau) ist ein deutscher Historiker. Von 1977 bis 2008 lehrte er als Professor für Geschichtliche Landeskunde an der Universität Trier. Das Gesamtwerk Irsiglers zeichnet sich durch eine breite Streuung auf verschiedene Bereiche der Sozial- und Wirtschaftsgeschichte, der Mentalitätsgeschichte, der Landes- und Stadtgeschichte sowie der Siedlungs- und Verkehrsgeschichte aus. Im räumlichen Zentrum seiner Forschungen steht das Rhein-Maas-Gebiet. 

## Leben und Wirken
Franz Irsigler besuchte von 1952 bis 1961 das humanistische Gymnasium in Burghausen und Pfarrkirchen. Er legte 1961 das Abitur ab. Nach der Dienstzeit bei der Bundeswehr (1961–1963) studierte er von 1963 bis 1968 Geschichte und Soziologie an den Universitäten München und Saarbrücken. Im 1968 wurde er in Saarbrücken mit dem von Friedrich Prinz angeregten und von der Stadthistorikerin Edith Ennen betreuten Thema Untersuchungen zur Geschichte des frühfränkischen Adels promoviert und war anschließend von 1968 bis 1974 Wissenschaftlicher Assistent am Institut für Geschichtliche Landeskunde der Rheinlande an der Universität Bonn.
Seine Habilitation zeigt eine Verlagerung seiner Forschungstätigkeit vom Frühmittelalter auf die Epoche des Spätmittelalters. Im Jahr 1974 habilitierte er sich mit einer Arbeit über Die wirtschaftliche Stellung der Stadt Köln im 14. und 15. Jahrhundert. Strukturanalyse einer spätmittelalterlichen Exportgewerbe- und Fernhandelsstadt und erhielt die Venia legendi für Mittlere und Neuere Geschichte. Im selben Jahr wurde er Wissenschaftlicher Rat und Professor an der Universität Bielefeld, wo er von 1975 bis 1976 auch Dekan der Fakultät für Geschichtswissenschaft war. Eine Berufung an die Universität Osnabrück lehnte er 1977 ab. Im selben Jahr erhielt er einen Ruf an die Universität Trier und war dort seit dem 1. April 1977 Inhaber des Lehrstuhls für Geschichtliche Landeskunde. Eine Berufung an die FU Berlin lehnte er 1985 ab. In Trier leitete er zahlreiche Forschungsprojekte, unter anderem zur Hexenforschung, zur Geldgeschichte und zur Grabmalskunst sowie von 1981 bis 2008 den Geschichtlichen Atlas der Rheinlande. Ab 1987 war er Teilprojektleiter und Sprecher des Sonderforschungsbereichs 235 „Zwischen Rhein und Maas“. 2008 erfolgte seine Emeritierung. Als akademischer Lehrer betreute er 26 Promovenden und sechs Habilitanden. Zu seinen akademischen Schülern gehörten unter anderem Hermann-Josef Braun, Gunther Hirschfelder, Rudolf Holbach, Dietrich Ebeling, Michel Pauly, Harm von Seggern und Wolfgang Schmid. Ihm wurde 2002 mit dem Verdienstorden des Landes Rheinland-Pfalz die höchste rheinland-pfälzische Auszeichnung verliehen.

## Schriften (Auswahl)
- Untersuchungen zur Geschichte des frühfränkischen Adels (= Rheinisches Archiv. Band 70). Röhrscheid, Bonn 1969 (Zugleich: Saarbrücken, Universität des Saarlandes, phil. Dissertation vom 19. Juli 1968) (2., um einen Nachtrag erweiterte Auflage. ebenda 1981, ISBN 3-7928-0420-4).
- Die wirtschaftliche Stellung der Stadt Köln im 14. und 15. Jahrhundert. Strukturanalyse einer spätmittelalterlichen Exportgewerbe- und Fernhandelsstadt (= Vierteljahrschrift für Sozial- und Wirtschaftsgeschichte. Beiheft 65). Steiner, Wiesbaden 1979, ISBN 3-515-02743-2 (Zugleich: Bonn, Universität, Habilitations-Schrift, 1974).
- mit Dietrich Ebeling: Getreideumsatz, Getreide- und Brotpreise in Köln 1368–1797 (= Mitteilungen aus dem Stadtarchiv von Köln. Bände 65–66). 2 Bände. Böhlau, Köln u. a. 1976–1977;
  - Band 1: Getreideumsatz und Getreidepreise. Wochen-, Monats- und Jahrestabelle. ISBN 3-412-04876-5;
  - Band 2: Brotgewichte und Brotpreise. Wochen-, Monats- und Jahrestabelle, Graphiken. ISBN 3-412-04277-3.
- mit Arnold Lassotta: Bettler und Gaukler, Dirnen und Henker. Randgruppen und Außenseiter in Köln 1300–1600 (= Aus der Kölner Stadtgeschichte). Greven, Köln 1984, ISBN 3-7743-0210-3 (Taschenbuchausgabe mit abweichendem Untertitel Außenseiter in einer mittelalterlichen Stadt (= dtv. Band 30075). Deutscher Taschenbuch-Verlag, München 1989, ISBN 3-423-11061-9; 12. Auflage ebenda 2010. Japanische Übersetzung 1992, koreanische Übersetzung 2006).